# Аллючиньоли, Герардо
Герардо Аллючиньоли (Gerardo, также известный как Gerardo de S. Adriano) — католический церковный деятель XII века. На консистории в середине 1182 года был провозглашен кардиналом-дьяконом с титулом церкви Сант-Адриана. Участвовал в выборах папы 1185 (Урбан III), 1187 (Григорий VIII), 1187 (Климент III), 1191 (Целестин III) и 1198 (Иннокентий III) годов. Ректор папского анклава Беневенто. В 1195 году был избран епископом Лукки, но папа Целестин III его не подтвердил.